# Comte AC-3
Il Comte AC-3 fu un aereo militare bimotore in configurazione traente-spingente e monoplano ad ala alta sviluppato dall'azienda aeronautica svizzera Alfred Comte, Schweizerische Flugzeugfabrik nei tardi anni venti del XX secolo. Costruito su specifiche emesse dal governo della Bolivia e destinato a ricoprire ruoli come bombardiere e aereo da trasporto tattico, pur su un iniziale commissione di tre velivoli venne realizzato in un solo esemplare che non venne mai utilizzato in operazioni militari.

## Storia del progetto

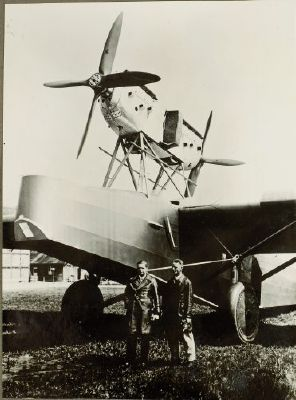
Il Comte AC-3 dotato di eliche quadripala.

Nel novembre del 1928, in risposta all'aumento delle tensioni e degli scontri tra le truppe di stanza nella regione confinaria del Gran Chaco, situata tra il Paraguay e la Bolivia, quest'ultima fece un ordine ad Alfred Comte, proprietario di una piccola industria aeronautica svizzera, per la produzione di tre velivoli da trasporto a lungo raggio, utilizzando i fondi ricavati dal contributo popolare.
Il nuovo velivolo era troppo grande per essere costruito nell'allora esistente fabbrica di Comte (l'AC-3 era il più grande aereo mai sviluppato e costruito in Svizzera), costringendo l'azienda a costruire un nuovo hangar solo per la produzione dell'AC-3.
Il velivolo andò in volo per la prima volta dall'aerodromo di Dübendorf il 22 febbraio 1930. Durante le seguenti prove di volo l'AC-3 non riuscì a raggiungere la velocità massima prevista e, nel tentativo di riuscire a migliorare le prestazioni del velivolo, le originali eliche a due pale vennero sostituite con eliche quadripala.
Il crollo del prezzo dello stagno, del quale la Bolivia era tra le più importanti nazioni di estrazione fin dal tardo XIX secolo, causò gravi problemi finanziari in Bolivia, così la giunta militare al potere annullò l'ordine per i tre bombardieri Comte.  Il primo ed unico esemplare costruito fu comunque consegnato, e venne poi smantellato nel 1935.

## Tecnica
L'AC-3 era un monoplano a costruzione mista, caratterizzato da una cabina di pilotaggio aperta e separata dal vano passeggeri e/o merci.
La fusoliera era a sezione rettangolare, realizzata con struttura metallica rivestita da tessuto, e terminava in un impennaggio classico monoderiva. La cellula integrava tre alloggiamenti aperti, uno nel naso, destinato a un mitragliere o un osservatore, uno davanti al bordo d'attacco alare per il pilota ed infine uno sulla parte dorsale superiore per un mitragliere di coda. Un portellone sul lato sinistro consentiva di caricare merci o truppe all'interno della cabina principale.
La velatura era di tipo monoplana, con piano alare montato alto e a sbalzo sulla fusoliera, controventato per irrigidire e rinforzare la struttura grazie una coppia di aste di controvento per lato.
Il carrello d'atterraggio era un classico biciclo anteriore fisso, con elementi anteriori ruotati e ammortizzati montati su struttura anch'essa ammortizzata, integrato posteriormente con un pattino d'appoggio posizionato sotto l'impennaggio di coda.
La propulsione era affidata a una coppia di motori in linea Hispano-Suiza raffreddati a liquido, i quali erogavano una potenza pari a 600 CV (441 kW) ciascuno e che trasmettevano il moto ad altrettante eliche quadripala. Disposti in configurazione traente-spingente sopra la fusoliera, erano alloggiati in un'unica gondola, alla quale erano anche fissati sui lati i radiatori, collegata alla cellula tramite otto montanti. Questa soluzione tecnica si rendeva necessaria con i propulsori installati a una distanza tale da consentire lo spazio d'azione per le due eliche che operavano sopra la fusoliera.

## Utilizzatori
Bolivia
- Cuerpo de Aviadores Militares Bolivianos (previsto)
- Cuerpo Aéreo Boliviano (previsto)